# Ігнатеско Дмитро Дмитрович
Дмитро́ Дми́трович Ігнате́ско — старший сержант підрозділу Збройних Сил України, учасник російсько-української війни, що загинув у ході російського вторгнення в Україну.

## Життєпис
Народився 16 листопада 1976 року в с. Берестя Чернівецької області. Етнічний молдованин.
У рідному селі минули дитинство та юність. По завершенню школи навчався в Ставчанському технікумі. Згодом проходив строкову військову службу в десантних військах у м. Болграді на Одещині. Після демобілізації два роки працював у правоохоронних органах.
Коли йому виповнилось 23 роки, Дмитро переїхав до Італії, де протягом 18 років працював садівником. Через два роки вивіз до Італії і свою сім'ю. Мав там свою квартиру, високооплачувану роботу.
24 лютого 2022 року з італійського радіо Дмитро почув про російське вторгнення в Україну й одразу ж виїхав до України. Протягом 26 годин прямував до України власним легковим автомобілем Alfa Romeo. До батьківської хати приїхав у п'ятницю. Батько просив перепочити, але Дмитро вже наступного дня прибув до ТЦК та СП. Далі, протягом двох тижнів навчань на одному з полігонів, підрозділ 68 ОЄБр, до якого був призваний Дмитро, був направлений боронити східні кордони. Воював на першій лінії фронту, старший сержант, мав позивний «Італієць».
Загинув 11 серпня 2022 року в боях з російськими окупантами внаслідок влучання ворожої міни в окоп (місце — не уточнено.
Залишились дружина та донька.

## Нагороди
- орден «За мужність» III ступеня (2022, посмертно) — за особисту мужність і самовіддані дії, виявлені у захисті державного суверенітету та територіальної цілісності України, вірність військовій присязі.